# Jeziora Rosji
Jeziora Rosji są na kilku listach rekordów. Jedno z nich to Jezioro Bajkał, które jest najgłębsze na świecie. Do list zaliczać się może także Morze Kaspijskie (Rosja dzieli je z kilkoma państwami m.in. Kazachstanem i Iranem), ponieważ jest największym jeziorem na świecie (jego powierzchnie się zmienia na skutek opadów, dzisiaj wynosi ok. 370 tys. km²). Łączna liczba wszystkich jezior przekracza 200 tys.
Alfabetyczna lista jezior w Federacji Rosyjskiej (wybrane):
- Bajkał pow. 31 500 km²; dł. 663 km; szer. 79 km; gł. 1 680 m; wys. 455 m n.p.m.; obj. 23 000 km³; wpływa: 336 rzek; wypływa 1 rzeka
- Baskunczak pow. 106 km²; wys. 21 m p.p.m. (depresja)
- Baunt pow. 165 km²; dł. 16 km; szer. 9 km; gł. 33 m; wys. 1 059 m n.p.m.
- Białe pow. 1 290 km²; gł. 33 m; wys. 113 m n.p.m.
- Busani pow. 36,8 km²; gł. 10 m
- Chanka pow. 4 190 km²; gł. 10,6 m; wys. 68 m n.p.m.
- Chasan pow. 2,23 km²
- Czany pow. 2 000 km²; gł. 7 m; wys. 106 m n.p.m.
- Czeko dł. 708 m; szer. 364 m; gł. 50 m
- Czerwone pow. 458 km²
- Elgygytgyn pow. 119 km²; gł. 169 m; wys. 489 m n.p.m.
- Elton pow. 152 km²; gł. 1,0 m; wys. 18 m p.p.m. (depresja)
- Gęsie pow. 163 km²; dł. 24 km; gł. 28 m; wys. 550 m n.p.m.
- Ilmień pow. 982 km²; dł. 45 km; szer. 35 km; gł. 10 m; wys. 18 m n.p.m.; wpływają: 52 rzeki; wypływa 1 rzeka
- Imandra pow. 876 km²; gł. 67 m; wys. 128 m n.p.m.; wpływa: >20 rzek; wypływa 1 rzeka; 140 wysp jeziornych
- Kaspla pow. 3,45 km²; dł. 5,8 km; szer. 0,75 km; gł. 4,5 m; wys. 160 m n.p.m.; obj. 0,08 km³
- Keta pow. 452 km²; wys. 93 m n.p.m.
- Kieret pow. 223 km²; dł. 44 km; szer. 19 km; średnia gł. 4-5 m; wys. 91 m n.p.m.; >130 wysp jeziornych
- Kołymski Zbiornik Wodny pow. 441 km²; dł. 148 km; szer. 6 km; średnia gł. 120 m; obj. 14,56 km³
- Kujto pow. 596 km²
  - Górne Kujto pow. 198 km²; wys. 103 m n.p.m.
  - Środkowe Kujto pow. 257 km²; wys. 101 m n.p.m.
  - Dolne Kujto pow. 141 km²; wys. 100 m n.p.m.
- Łabynkyr pow. 60 km²; dł. 14,3 km; szer. 4,1 km; gł. >50 m; wys. 1 020 m n.p.m.; 3 wyspy jeziorne
- Ładoga pow. 18 400 km²; dł. 219 km; szer. 120 km; gł. 225 m; wys. 5 m n.p.m.; >660 wysp jeziornych
- Łama pow. 318 km²; dł. 80 km; szer. 14 km; gł. ~300 m; wys. 180 m n.p.m., linia brzegowa ~200 km
- Ławoziero
- Mały Manycz
- Mamakański Zbiornik Wodny
- Manycz
- Manycz-Gudiło
- Niuk
- Onega
- Pejpus
- Pekulnejskie
- Piaoziero
- Siegoziero
- Seliger
- Sienieskie
- Suojarwi
- Tajmyr
- Teleckie
- Tere-Chol
- Topoziero
- Umboziero
- Uws-nur
- Wilujski Zbiornik Wodny
- Wisztynieckie
- Wodłoziero
- Wygoziero
- Zbiornik Rybiński